# Eilema protuberans
Eilema protuberans là một loài bướm đêm thuộc phân họ Arctiinae, họ Erebidae.